# هلام مرمم

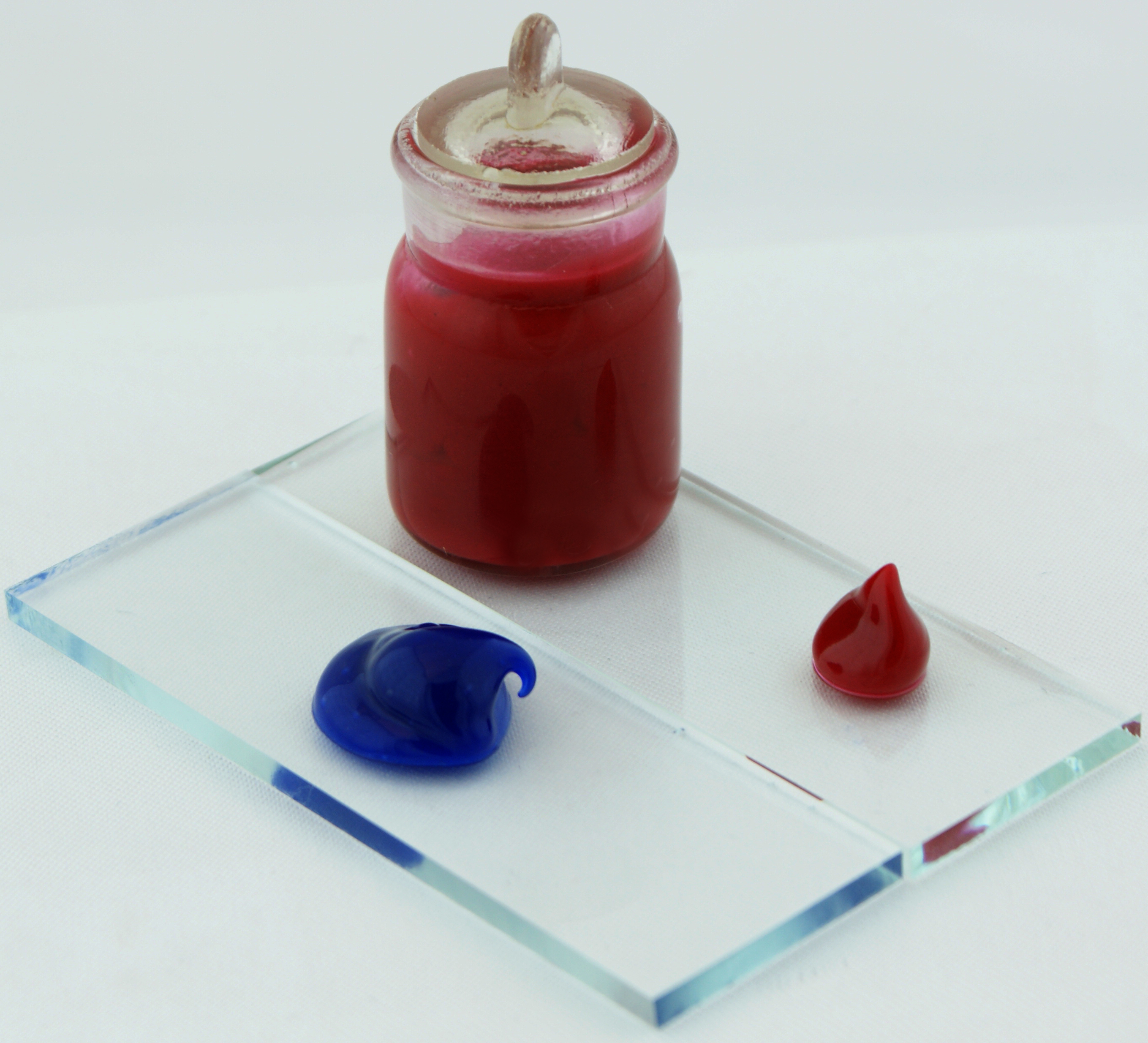
هلام مرمم

الهلام المرمم (بالإنجليزية: Revitalizant)‏ (من اللغة اللاتينية vita تعني الحياة، والترجمة الحرفية: «معيد الحياة») هو معالج شبه دائم لإحتكاك المعادن، يُضاف في مواد التزليق، وفي سوائل التشغيل، وفي الوقود، ويقوم بتشكيل طبقة حماية على الأسطح المعدنية المحتكة في الأجزاء الميكانيكية بشكل مباشر أثناء عملها الاعتيادي. «المرمم» يقدم حلاً في منع الاحتكاك أثناء عمل الآلات والأنظمة الميكانيكية. يحافظ على المادة والطاقة.

## تاريخ

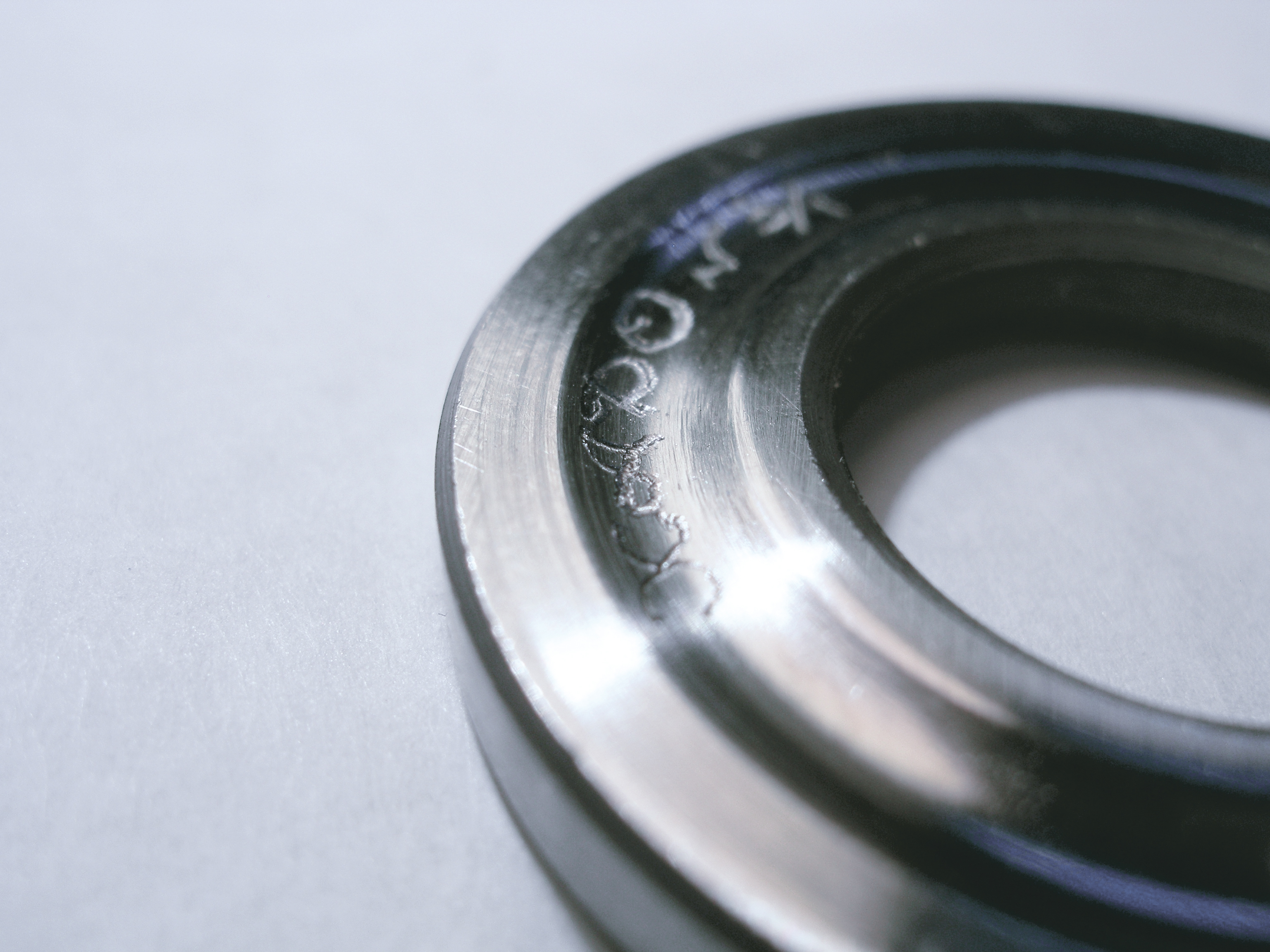
ظهور سباق تحمل مع عيب صنع عمدا

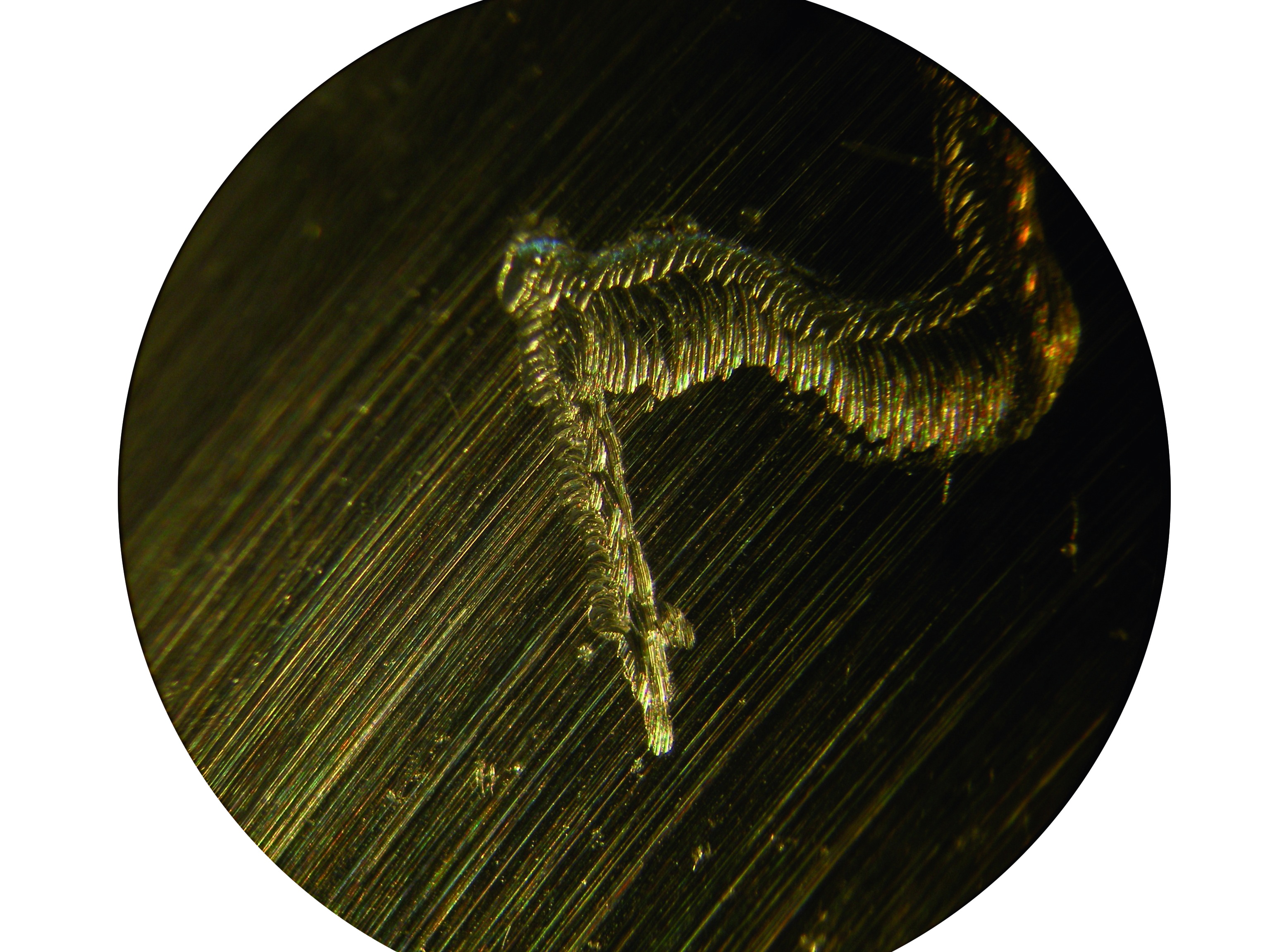
عرض مكبّر للسطح الأولي للجزء

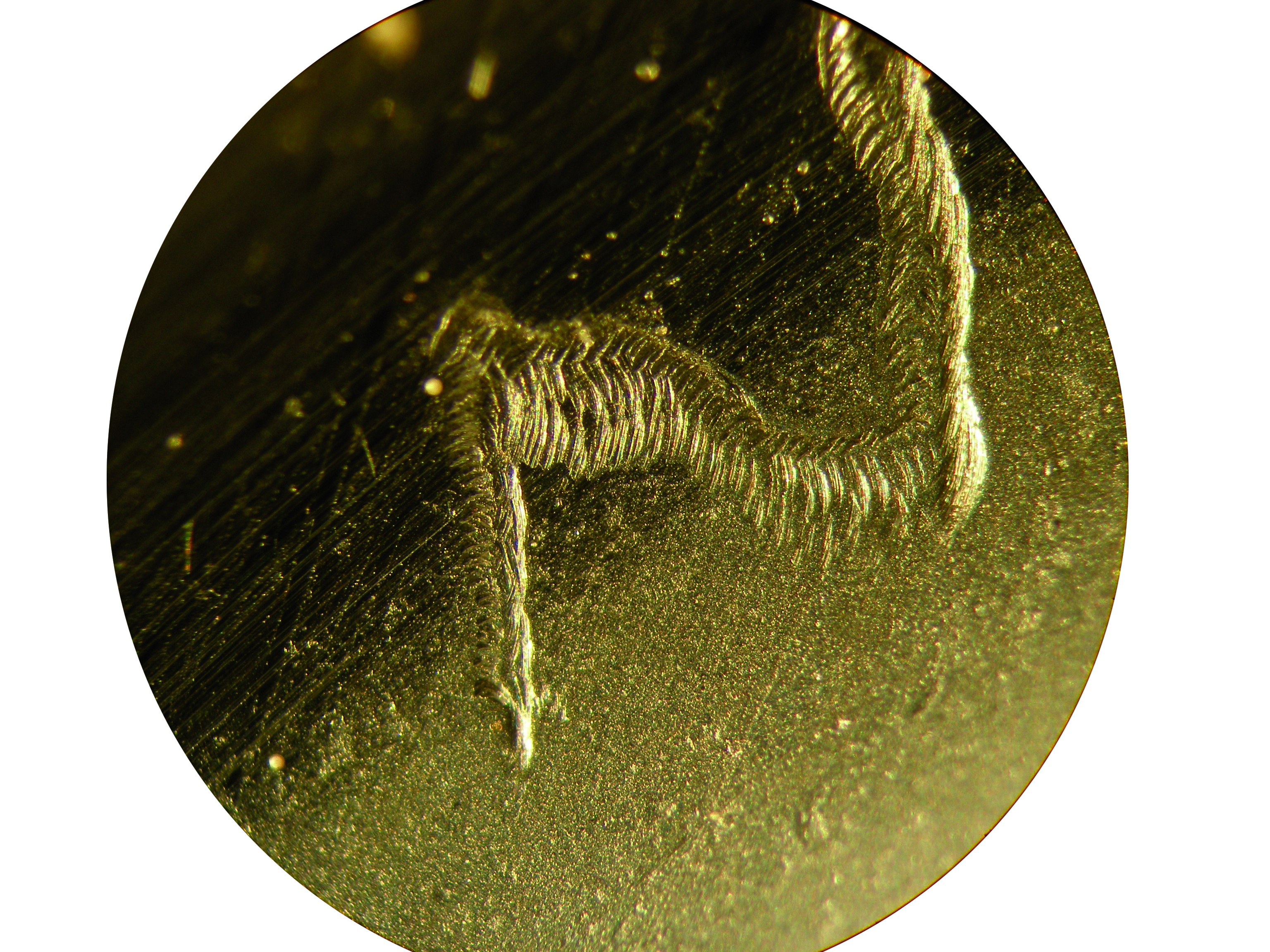
تأثير المرمم. تعديل سطح الاحتكاك. بداية إغلاق الخلل.

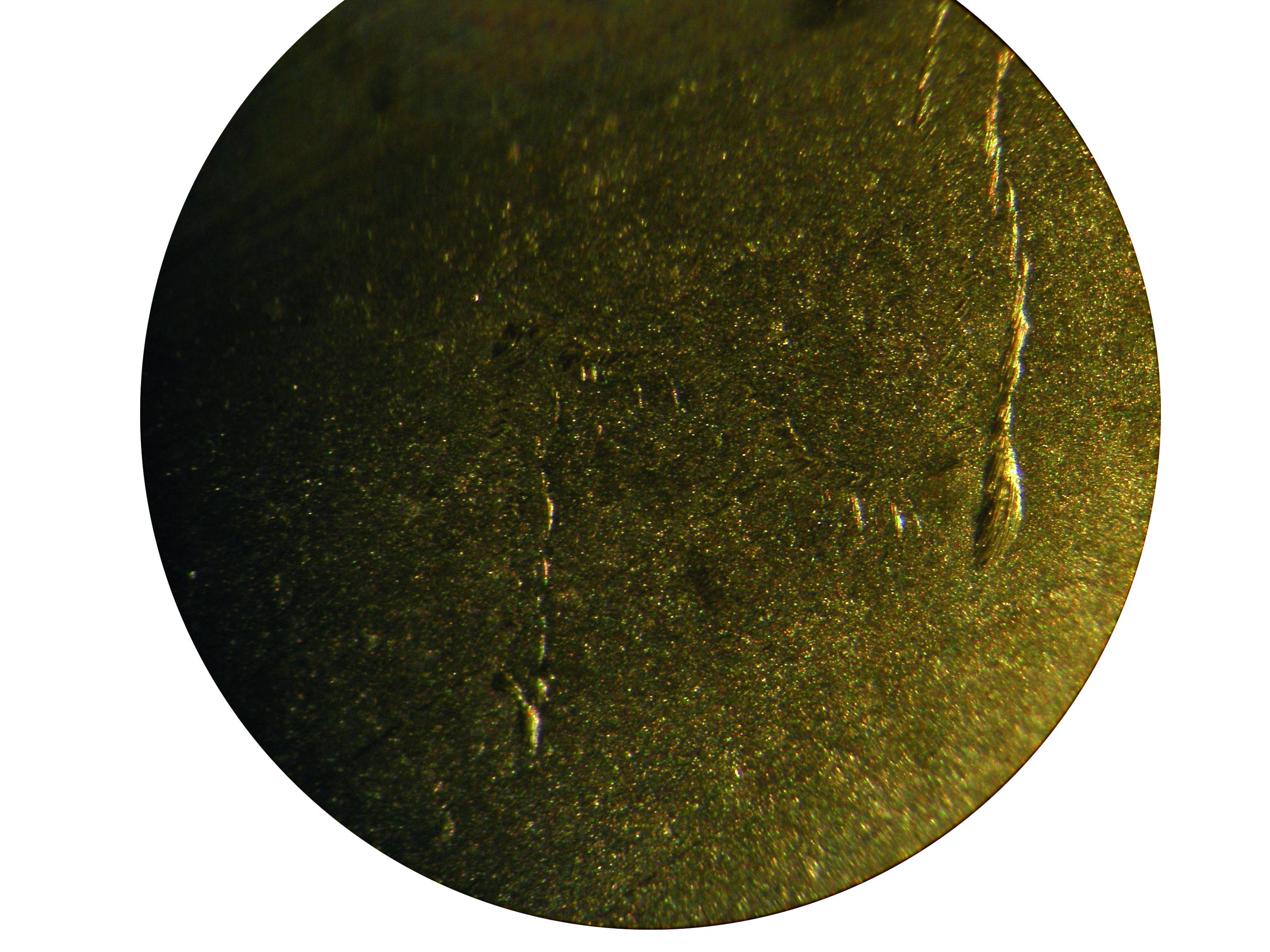
القضاء على العيب السطحي.

أُكتشف ما بين عامي 1998– 2000 في مدينة خاركيف في أوكرانيا وهناك براءة اختراع مسجلة في تركيبته وطريقة التوصل إليها. وهذه الفكرة موجودة في كتاب جامعي في علم احتكاك المفاصل والاستخدام الفني للآلات.

## الوصف
في الشكل الظاهري يبدو المرمم كالهلام. يتكون من وسط لزج يحتوي على مزيج من الأكاسيد وهيدرات أكاسيد المعادن Al2O3 و/ أو MgO و/ أو CaO و/ أو Fe2O3 وغيرها. درجة التبعثر من 100 حتى 10000 نانومتر.

## الخصائص
- إن مكونات المرمم وفي شروط معينة (الضغط والحرارة)، وهي الشروط المميزة لأسطح الاحتكاك، حيث تقوم بدور العامل المحفز لتشكل كربيدات المعدن هي المادة الفعالة.

nMe + mC → MenCm :
حيث Me هو المعدن؛ C هو الكربون.
- إن جزيئات هذه المادة تأخذ شكلاً كروياً تقريباً، وأثناء حدوث الاحتكاك تلعب دوراً في زيادة صلابة الطبقة السطحية وبنفس الوقت تشكل مادة للانزلاق مما يقلل عامل الاحتكاك.

## العملية
إن عملية تشكل طبقة الحماية، والمسماة عملية الريفتاليزيشن، تقوم على أساس التأثير الفيزيوكيميائي المتبادل بين أسطح الاحتكاك عند وجود المرمم وذلك في نظام التزييت المستقل أو المختلط.
يقوم الريفيتاليزانت بترميم السطح وذلك بجمعه بين طريقتين: الأولى هي بملئ الفراغات والشقوق بالكربون، والثانية هي التدعيم الميكانيكي.
إن ما يميز عمل الريفيتاليزانت هو أنه يقوم بتعديل أسطح الاحتكاك بشكل مباشر أثناء عملها وتعرضها للضغط.
و بالنتيجة تتشكل طبقة معدنية سيراميكية عالية
المتانة مع مقاومة ايجابية للشد والتصدع على كل العمق كما أن هذه الطبقة تزيد من تركيز الكربون (إلى درجة تصبح فيها هذه الطبقة مشابهة لبنية الألماس). إن ما يميز هذه العملية – هو تصلب الطبقة السطحية في نفس وقت تشكلها.
من السهل تجسيد نتيجة مفعول الريفتاليزانت (انظر الصورة)